# Metasidama gracilis
Metasidama gracilis is een hooiwagen uit de familie Assamiidae.